# SC Remagen-Sinzig
Der Schachclub Remagen-Sinzig e.V ist ein Schachverein aus Remagen und Sinzig im rheinland-pfälzischen Landkreis Ahrweiler.

## Vereinsgeschichte
Der SC Remagen wurde von interessierten Schachfreunden 1950 gegründet. Nach eigenen erfolgreichen Jahren, die die erste Mannschaft in die Schachbundesliga führten, und vorangegangener zweijähriger Spielgemeinschaft fusionierten 2016 der Schachclub Remagen 1950 e. V. und Schachfreunde Sinzig e. V. wegen zunehmendem Schwund an Schachspielern zum SC Remagen-Sinzig e. V.
Der fusionierte Verein ist Mitglied im Schachbund Rheinland-Pfalz e. V. (SBRP). Ab 2018 spielte der Verein in der 2. Bundesliga West. Der Schachclub besteht (Stand 2020) aus 44 Mitgliedern, davon zwei unter 25 Jahren alt und eines weiblich.

## Erfolge
Von 2006 bis 2012 spielte der SC Remagen in der Schach-Bundesliga und erreichte in der ersten Saison den fünften Platz. Seit der Saison 2022/23 ist der SC Remagen-Sinzig erneut in der Bundesliga vertreten.